# Provinciale Erfgoedsite Scheepswerven Baasrode

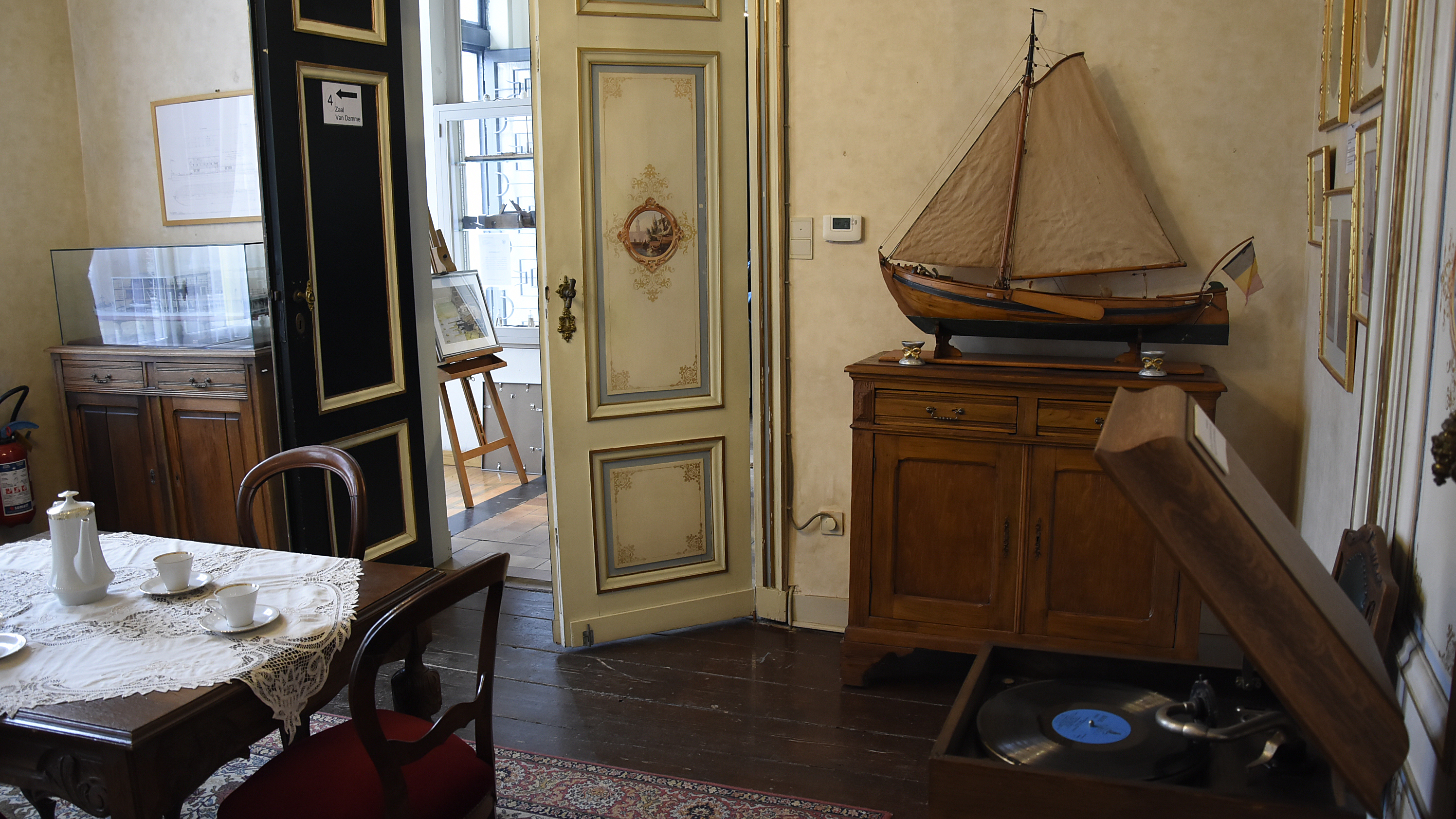
Het koninklijk salon in de meesterwoning Van Damme

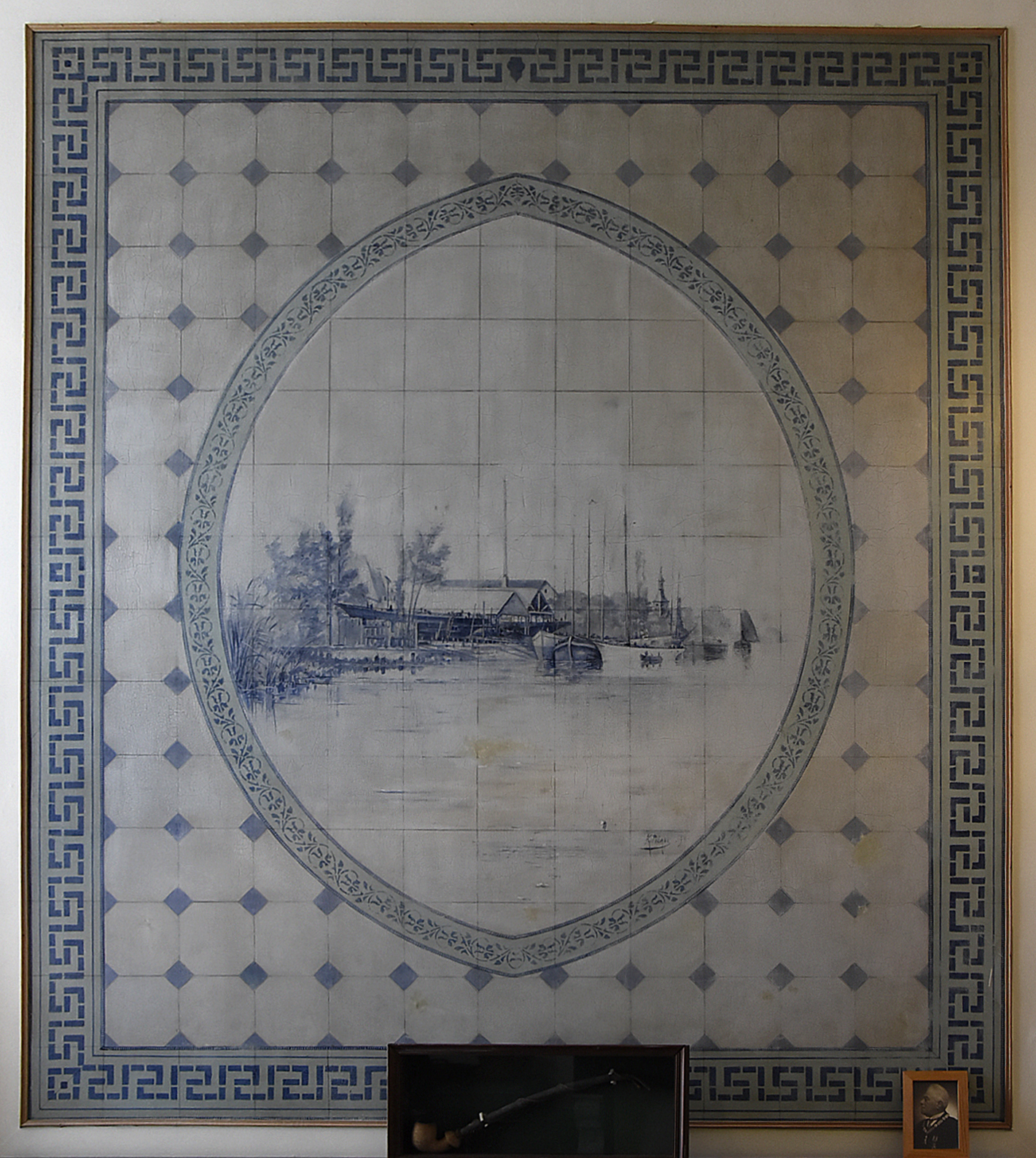
Muurschildering van Karel Pilaet (1856-1926) in de meesterwoning Van Damme

De Provinciale Erfgoedsite Scheepswerven Baasrode (vroeger het  Scheepvaartmuseum Baasrode) is een provinciale erfgoedsite en scheepvaartmuseum in de Belgische deelgemeente Baasrode (Dendermonde) in de provincie Oost-Vlaanderen. Het museum houdt de herinnering levendig aan de tijden toen Baasrode belangrijk was voor de scheepsbouw, de riviervisserij, de handel en transport van goederen. Anno 2017 loopt er een project om een nieuwe botter, de Rosalie te bouwen.

## De museumsite
Op het terrein van het museum, 3 hectare groot, lagen vroeger drie scheepswerven:
- de werf Van Damme, gekocht van De Landtsheer in 1827 en van oorsprong de oudste (17e-eeuws)
- de werf Van Praet, gesticht in 1721 en in 1892 door de weduwe Henrica-Joanna Dansaert van Petrus Johannes Van Praet gewijzigd in Van Praet-Dansaert
- de werf “De Toekomst” van Edmond Van Praet, enkel gebruikt als depot en gesloten in 1950

De ingang van het museum ligt in de in 2013 gerestaureerde woning van de vroegere scheepsbouwers César Van Damme en zijn zoon Gaston. Na de overstroming van Baasrode door Scheldewater in 1976 bouwde men een waterkeringsmuur die het geheel met zijn droogdokken afsloot van de rivier. De vroegere scheepshelling, die tussen de werven lag, is gedempt en omzoomd met een kasseipad om bezoekers toegang te geven tot de volledige site.

## Historiek
Baasrode kon zich, dankzij zijn gunstige ligging langs de getijderivier de Schelde ontwikkelen tot een internationaal bekende plaats voor scheepsbouw voor de binnenscheepvaart. Het lag op één getijde varen van Antwerpen zodat boten bij het begin van hoogtij daar, ongeveer vier en een half uur later Baasrode bereikten. Deze getijden maakten het ook mogelijk om getijdedroogdokken te bouwen. Al deze activiteiten zorgden daarnaast voor toename van handel en nijverheid met een hinterland dat zich uitstrekte over de Denderstreek en West-Brabant tot en met Frans-Vlaanderen. De scheepvaart was hoofdzakelijk gericht op Antwerpen en Mechelen.
Baasrodenaars worden palingboeren genoemd. Een groot aantal van hen had in het verleden als reder, schipper, knecht of handelaar te maken met de rivierpaling. Met hun palingbotters kochten ze paling in Zeeland, Noord-Brabant en Zuid-Holland, afkomstig uit de Oosterschelde, Maas en Waal. De vis werd aan land gezet in Baasrode en door handelaars in rieten manden gevuld met gras, in kruiwagens naar de klant werd gebracht. Omstreeks 1925 verdween die aanvoer met botters als gevolg van de vervuiling van het Scheldewater.

## De scheepswerven
Bij het begin van de 19e eeuw telde Baasrode negen scheepstimmerwerven die men ook zaten noemde. Ze waren de belangrijkste nijverheid in het dorp. Men volgde vlot de overschakeling van houten naar ijzeren boten en van zeil- naar motorkracht. De werven hier beperkten zich niet tot de bouw van palingbotters maar men bouwde ook voor de koopvaardij en de binnenvaart. Men bouwde zelfs veerboten die ook als vrachtboot op de Kongo dienst deden. Via Antwerpen werden ze in onderdelen verscheept naar toenmalig Belgisch-Kongo. De TICOM II had een tonnenmaat van 200 ton, was 48,5 meter lang en 9,5 meter breed met een diepgang van 1,8 meter.
Concurrentie en schaalvergroting zorgden er voor dat de laatste werf op 31 december 1986 moest sluiten.

## De Rosalie
In het Scheepvaartmuseum Baasrode loopt een project om een nieuwe palingbotter te bouwen. Het wordt een replica van de boot die in 1881 voor reder Jan Verheyen uit Baasrode werd gebouwd. Het was een van de vijf botters die men rond die periode op de werf bouwde .Zijn naam heeft hij van een telg uit een bekende Baasroodse scheepsbouwersfamilie, Rosalie De Landtsheer, die haar naam gaf aan een van de laatste in Baasrode gebouwde botters. Het wordt een van de grootste varende van zijn soort. Hij zal worden voorzien, zoals zijn voorgangers, van een strijkende mast die hem toelaat onder de spoorwegbrug van Temse te varen die tussen Baasrode en Antwerpen ligt. Beneden de waterlijn bouwt men een bun of ruim waardoor het water kan stromen om de palingen levend te houden.
De constructie gebeurt door een team van ervaren scheepsbouwers en vrijwilligers, deels op de werf en deels op het water. Deze Scheldebotter wordt meer dan 16 m lang en kan zijn matrozen en 12 passagiers vervoeren. De Rosalie wordt het uithangbord van het museum. Het zal vaartochten maken op de Schelde en als attractie zal dienen op binnen- en buitenlandse nautische evenementen. Het project wordt gesponsord met eigen middelen en via de steun van Toerisme Vlaanderen, de Zaatman vzw, giften en sponsorships.

## Afbeeldingen

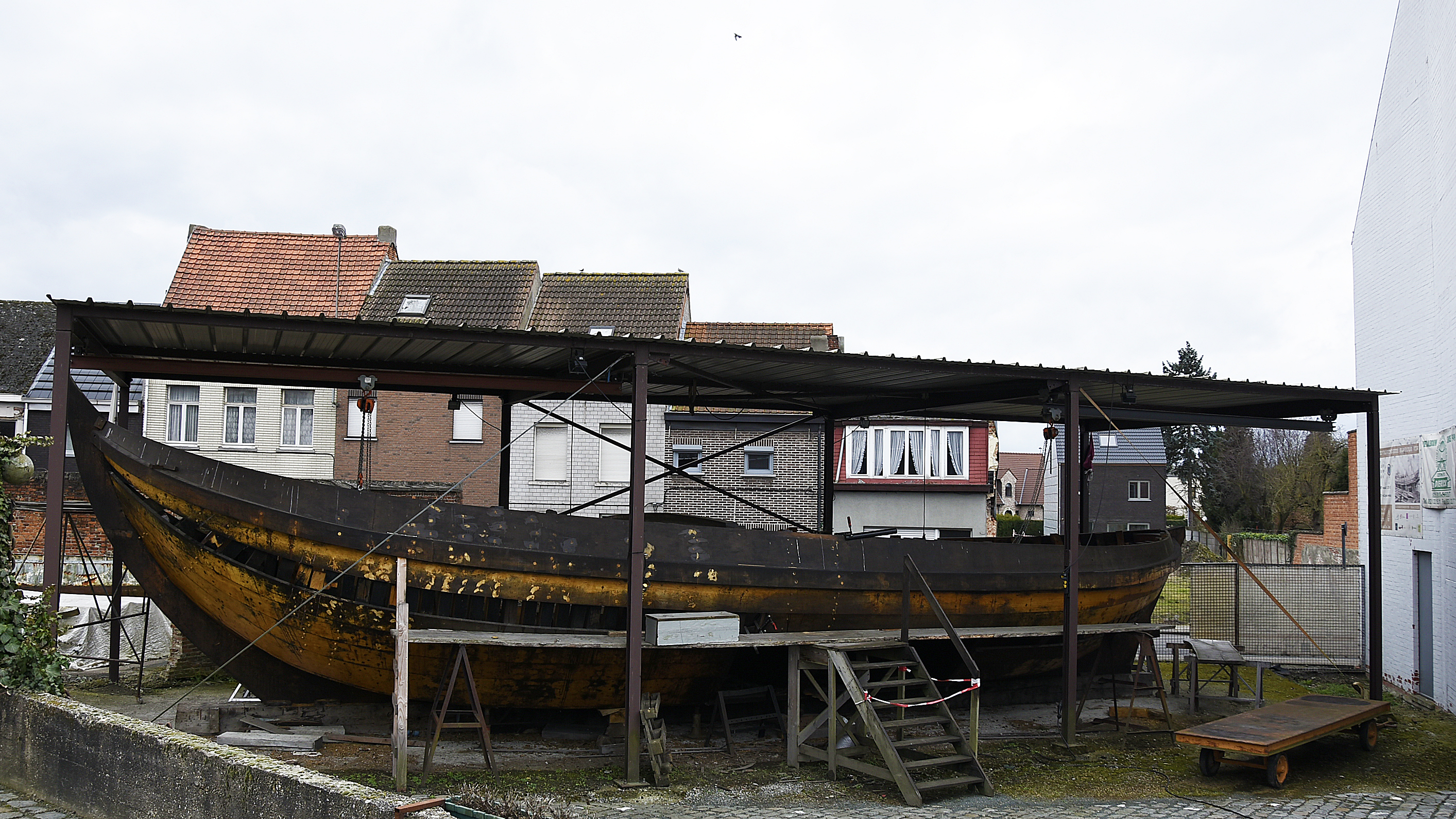
De palingbotter Rosalie in 2017
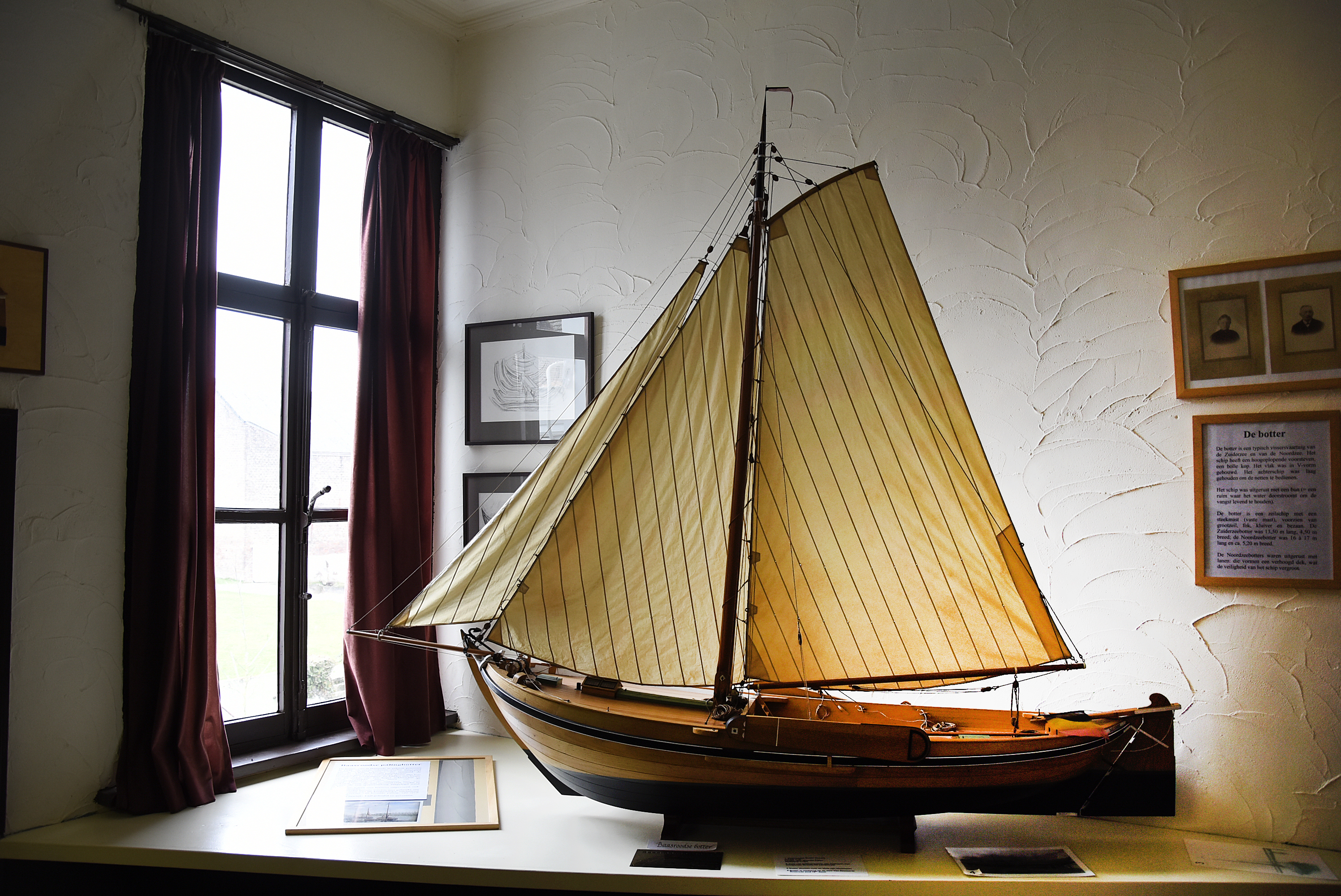
Model van een Baasroodse palingbotter
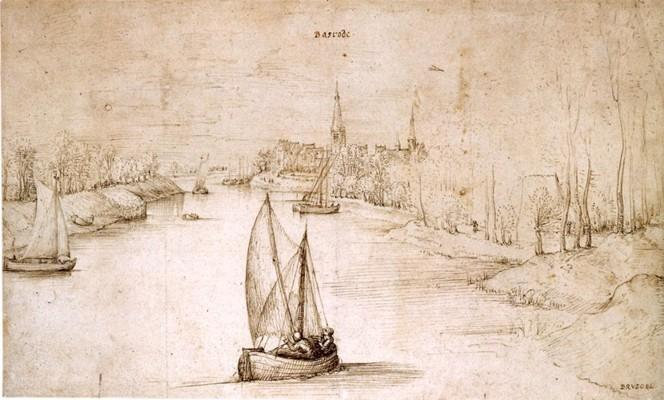
Baasrode rond 1550, door Pieter Bruegel de Oude
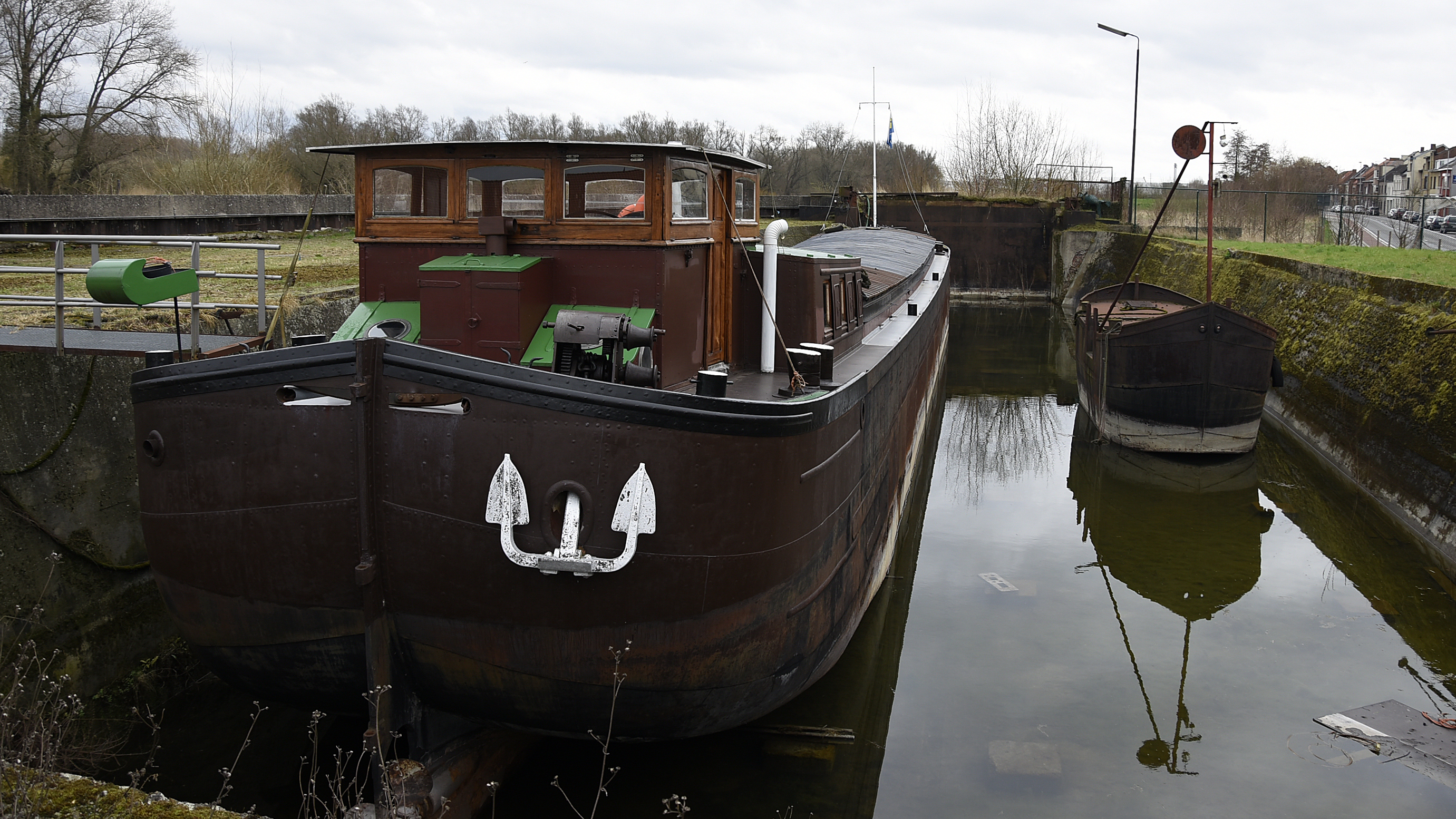
Het droogdok met de motorspits ALYV en een Brabantse boot met achteraan de deur van het dok
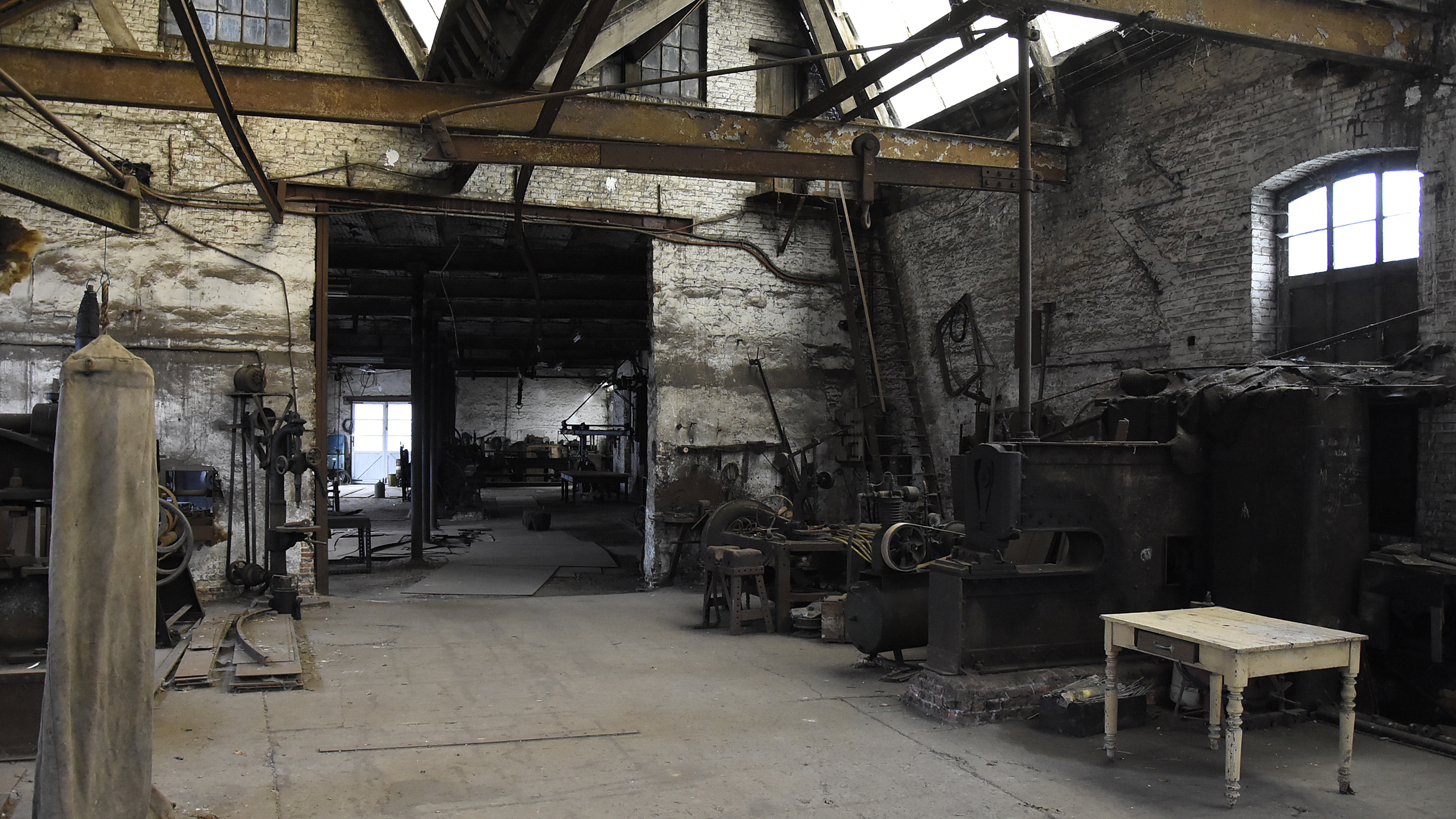
In een werkhuis van Van Praet
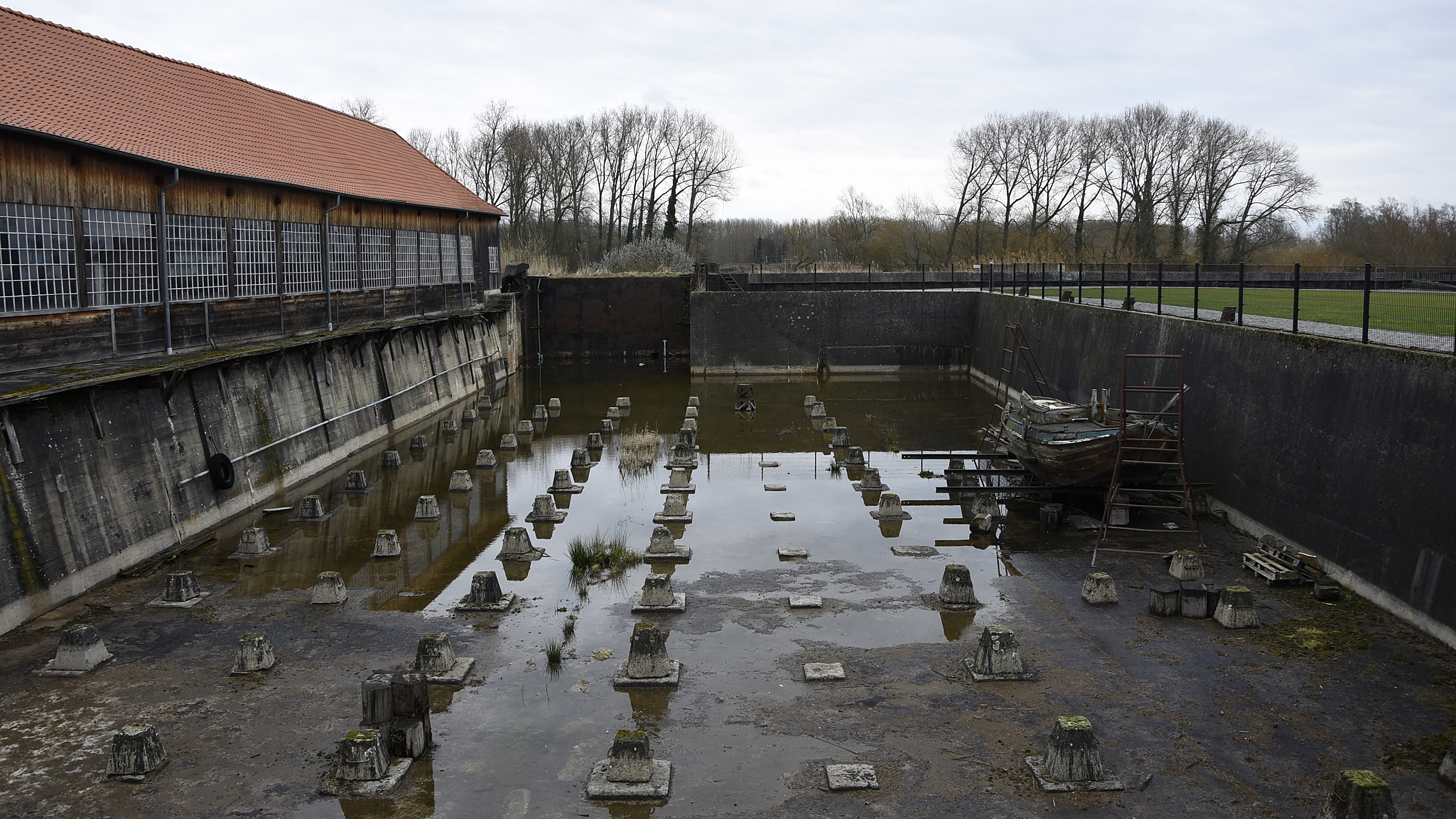
Het getijdedroogdok Van Damme